# D'Angelo Leuila

a Compétitions nationales et continentales officielles uniquement.

b Matchs officiels uniquement.
Dernière mise à jour le 25 octobre 2024.
D'Angelo Leuila, né le 18 janvier 1997 en Nouvelle-Zélande, est un joueur international samoan de rugby à XV évoluant principalement au poste de demi d'ouverture.

## Carrière

### En club
D'Angelo Leuila commence à jouer au rugby avec le Papatoetoe RFC, dans le championnat amateur de la province d'Auckland. Il passe également par les catégories jeunes de la province d'Auckland, où il évolue jusqu'en 2016.
En 2016, il rejoint le club des Blues d'Invercargill, dans le championnat de région du Southland. Il est également retenu avec la province professionnelle de Southland afin de jouer la NPC, mais il ne joue cependant qu'avec l'équipe réserve,. En 2017, il retourne jouer dans sa région natale avec Papatoetoe.
En 2018, il est retenu dans le groupe élargi de la franchise des Blues en Super Rugby. Il joue seulement un match avec l'équipe A contre le Japon A en avril 2018.
En août 2019, il est retenu dans l'effectif de sa province formatrice d'Auckland pour disputer la saison 2019 de NPC. Il joue cinq rencontres lors de la saison, dont trois titularisations au poste de demi d'ouverture.
En 2020, il rejoint la franchise samoane des Manuma Samoa (en) disputant le Global Rapid Rugby. Il est titulaire au poste de premier centre lors du premier de la saison face aux South China Tigers (en), et inscrit dix points au pied,. Il s'agit cependant de l'unique match qu'il dispute cette année, puisque la saison est immédiatement interrompue à cause de la pandémie de Covid-19.
L'année suivante, il est de retour en Nouvelle-Zélande, et quitte Papatoetoe et le championnat d'Auckland pour rejoindre le club de Fraser Tech dans la région de Waikato. Plus tard la même année, il est retenu dans l'effectif de la province de Waikato pour la saison 2021 de NPC. Avec son équipe, il participe à l'excellent parcours de son équipe qui remporte le championnat à la surprise générale. Leuila est titulaire à l'ouverture lors des phases finales de son équipe, et est considéré comme un joueur-clef du succès de son équipe,.
En janvier 2022, il est recruté par la nouvelle franchise des Moana Pasifika, qui font leur entrée en Super Rugby, afin de compenser des blessures dans leur effectif. Il joue son premier et unique match de la saison au poste d'arrière, le 29 mars 2022 contre les Blues. Il voit par la suite son contrat prolongé pour la saison 2023. Lors de cette saison, il joue cette fois cinq matchs, pour une titularisation au poste de centre. Il prolonge pour une troisième saison en novembre 2023. Il est utilisé à quatre reprises lors de la saison 2024, dont deux titularisations.
Le 18 octobre 2024, il rejoint les Warriors de l'Utah pour la saison 2025 de Major League Rugby.

### En équipe nationale
D'Angelo Leuila joue avec l'équipe des Samoa des moins de 20 ans en 2016. Il remporte l'édition 2016 du Trophée mondial des moins de 20 ans.
Il est appelé pour la première fois avec l'équipe des Samoa par le sélectionneur Alama Ieremia en mai 2016. Il obtient sa première cape internationale le 11 juin 2016 à l’occasion d’un test-match contre la Géorgie à Apia. Il est alors considéré comme un grand espoir en sélection au poste de demi d'ouverture, et un remplaçant potentiel au vieillissant Tusi Pisi,.
En 2018 et 2019, il dispute le World Rugby Pacific Challenge avec l'équipe des Samoa A,. 
En 2021, après trois ans d'absence en sélection, il est rappelé avec les Manu Samoa pour la double confrontations face aux Tonga, qualificative pour la prochaine Coupe du monde. Les Samoans parviennent finalement à se qualifier, après l'avoir emporté largement lors des deux matchs.
En 2022, il participe à la Coupe des nations du Pacifique, qui est remportée par son équipe,.
En août 2023, il est annoncé au sein du groupe samoan retenu pour participer au Mondial 2023 en France. Remplaçant face à l'Argentine, il est ensuite titularisé au centre pour le dernier match de poule de son équipe face au Japon,. Il ne joue que trente-deux minutes lors de ce match, avant de devoir céder sa place sur blessure,.

## Palmarès

### En club
- Vainqueur du NPC en 2021 avec Waikato.

### En équipe nationale
- Vainqueur du Trophée mondial des moins de 20 ans en 2016 avec l'équipe des Samoa des moins de 20 ans.
- Vainqueur de la Coupe des nations du Pacifique en 2022 avec les Samoa.

## Statistiques
- 28 sélections avec les Samoa depuis 2016.
- 104 points (1 essai, 18 pénalités, 21 transformations et 1 drop).

- Participation à la Coupe du monde en 2023 (2 matchs).